# San Gabriele dell'Addolorata (titolo cardinalizio)
San Gabriele dell'Addolorata (in latino: Titulus Sancti Gabrielis a Virgine Perdolente) è un titolo cardinalizio istituito da papa Francesco il 14 febbraio 2015. Il titolo insiste sulla chiesa di San Gabriele dell'Addolorata, sita nel quartiere Don Bosco e sede parrocchiale dal 1º novembre 1981.
Dal 14 febbraio 2015 il titolare è il cardinale Júlio Duarte Langa, vescovo emerito di Xai-Xai.

## Titolari
- Júlio Duarte Langa, dal 14 febbraio 2015